# Большая Палшема
Большая Палшема — деревня в Кирилловском районе Вологодской области.
Входит в состав Коварзинского сельского поселения, с точки зрения административно-территориального деления — в Коварзинский сельсовет.
Расстояние по автодороге до районного центра Кириллова — 52 км, до центра муниципального образования Коварзино — 16 км. Ближайшие населённые пункты — Еремеево, Никифорово, Миклеево.
По переписи 2002 года население — 17 человек.